# Молчановское сельское поселение (Томская область)
Молчановское се́льское поселе́ние — муниципальное образование в Молчановском районе Томской области Российской Федерации.
Административный центр — село Молчаново.

## История
Статус и границы сельского поселения установлены Законом Томской области от 9 сентября 2004 года № 196-ОЗ «О наделении статусом муниципального района, сельского поселения и установлении границ муниципальных образований на территории Молчановского района»

## Население
| 2002  | 2008  | 2010  | 2012  | 2013  | 2014  | 2015  |
| ----- | ----- | ----- | ----- | ----- | ----- | ----- |
| 7051  | ↘6731 | ↘6441 | ↘6280 | ↘6179 | ↘6039 | ↘5981 |
| 2016  | 2017  | 2018  | 2019  | 2020  | 2021  |       |
| ↘5958 | ↘5909 | ↘5831 | ↘5794 | ↗5797 | ↗6243 |       |

## Состав сельского поселения
| № | Населённый пункт | Тип населённого пункта       | Население |
| - | ---------------- | ---------------------------- | --------- |
| 1 | Алексеевка       | деревня                      | ↘8        |
| 2 | Гришино          | село                         | ↘69       |
| 3 | Майково          | деревня                      | ↘101      |
| 4 | Молчаново        | село, административный центр | ↗5810     |
| 5 | Нижняя Фёдоровка | деревня                      | ↘28       |
| 6 | Соколовка        | село                         | ↘227      |